# John Aaron Bennett
John Aaron Bennett (* 1984 in Flowery Branch, Georgia) ist ein ehemaliger US-amerikanischer Kinderdarsteller, der vor allem durch seine Rolle des John Morgan Bedford in der US-Fernsehserie I’ll Fly Away internationale Bekanntheit erlangte.

## Leben
John Aaron Bennett wurde im Jahre 1984 als ältester von fünf Söhnen des Chiropraktikers Al Bennett und dessen Ehefrau Kelly Bennett, einer Hausfrau und Mutter, in der Kleinstadt Flowery Branch im US-Bundesstaat Georgia geboren und wuchs in der wenige Kilometer nördlich am Lake Lanier liegenden Kleinstadt Gainesville, Georgia, auf. Im Jahre 1991 bekam er die Rolle des John Morgan Bedford in der NBC-Südstaaten-Serie I’ll Fly Away, in der er in allen 38 Episoden den jüngsten Sohn des District Attorneys Forrest Bedford (gespielt von Sam Waterson) darstellte. Im nach dem Serienende veröffentlichten zweistündigen Fernsehfilm I’ll Fly Away: Then and Now war er abermals in seine Rolle als John Morgan Bedford zu sehen. Für seine Rolle in der Serie wurde er bei den Youth in Film Awards 1991 für einen Youth in Film Award in der Kategorie „Exceptional Performance by a Young Actor Under Ten“ nominiert und 1993 in der Kategorie „Outstanding Actor Under Ten in a Television Series“ ausgezeichnet.
Noch 1993 war er auch in der ersten Episode der siebenten Staffeln von In der Hitze der Nacht zu sehen, als er in die Rolle des Billy Ray Cayton schlüpfte. Nachdem er 1995 noch neben Ryan Seacrest und Abigail Gustafson an der Fernsehserie Reality Check als Nick Bonner mitgewirkt hatte, zog er sich weitgehend aus dem Schauspielgeschäft zurück. Im Alter von 13 Jahren kam er in den kirchlichen Dienst und leistete ab 19 Jahren Arbeit an einer Gemeindegründung. Nach einem Studium der Kommunikationswissenschaften macht er seinen Master in einem theologischen Seminar. Während einer Audition an der Liberty University lernte er seine spätere Ehefrau Andrea, mit der er in einer Aufführung von Into the Woods die Hauptrollen des Bäckers und seiner Frau mimte, kennen. Nachdem beide 2008 in der Kirche der Braut geheiratet hatten, bekamen sie Stellen an Aaron Bennetts Kirche in Flowery Branch, der Blackshear Place Baptist Church. Aaron Bennett arbeitete im Children’s Ministry im Amt des Middle School Pastors, des College Pastors und an diversen anderen kirchlichen Projekten. Am 24. März 2014 kam ihr erstes gemeinsames Kind Valentine Alise Bennett zur Welt.

## Filmografie
Filmauftritte (auch Kurzauftritte)
- 1993: I’ll Fly Away: Then and Now

Serienauftritte (auch Gast- und Kurzauftritte)
- 1991–1993: I’ll Fly Away (38 Episoden)
- 1993: In der Hitze der Nacht (In the Heat of the Night) (1 Episode)
- 1995: Reality Check (unbekannte Anzahl an Episoden)

## Nominierungen und Auszeichnungen
Nominierungen
- 1991: Youth in Film Award in der Kategorie „Exceptional Performance by a Young Actor Under Ten“ für sein Engagement in I’ll Fly Away[1]

Auszeichnungen
- 1993: Youth in Film Award in der Kategorie „Outstanding Actor Under Ten in a Television Series“ für sein Engagement in I’ll Fly Away[2]